# Hoštice (Boêmia do Sul)
Hoštice é uma comuna checa localizada na região da Boêmia do Sul, distrito de Strakonice.